# Salpis recta
Salpis recta là một loài bướm đêm trong họ Geometridae.